# Lohrbach (Lohr)
Der Lohrbach ist der linke, etwa 4,5 km lange Quellbach der Lohr im Main-Kinzig-Kreis im hessischen Spessart. Er ist Teil des hydrologischen Hauptstrangs der Lohr und wird auch als deren Oberlauf angesehen.

## Geographie

### Lohrquelle

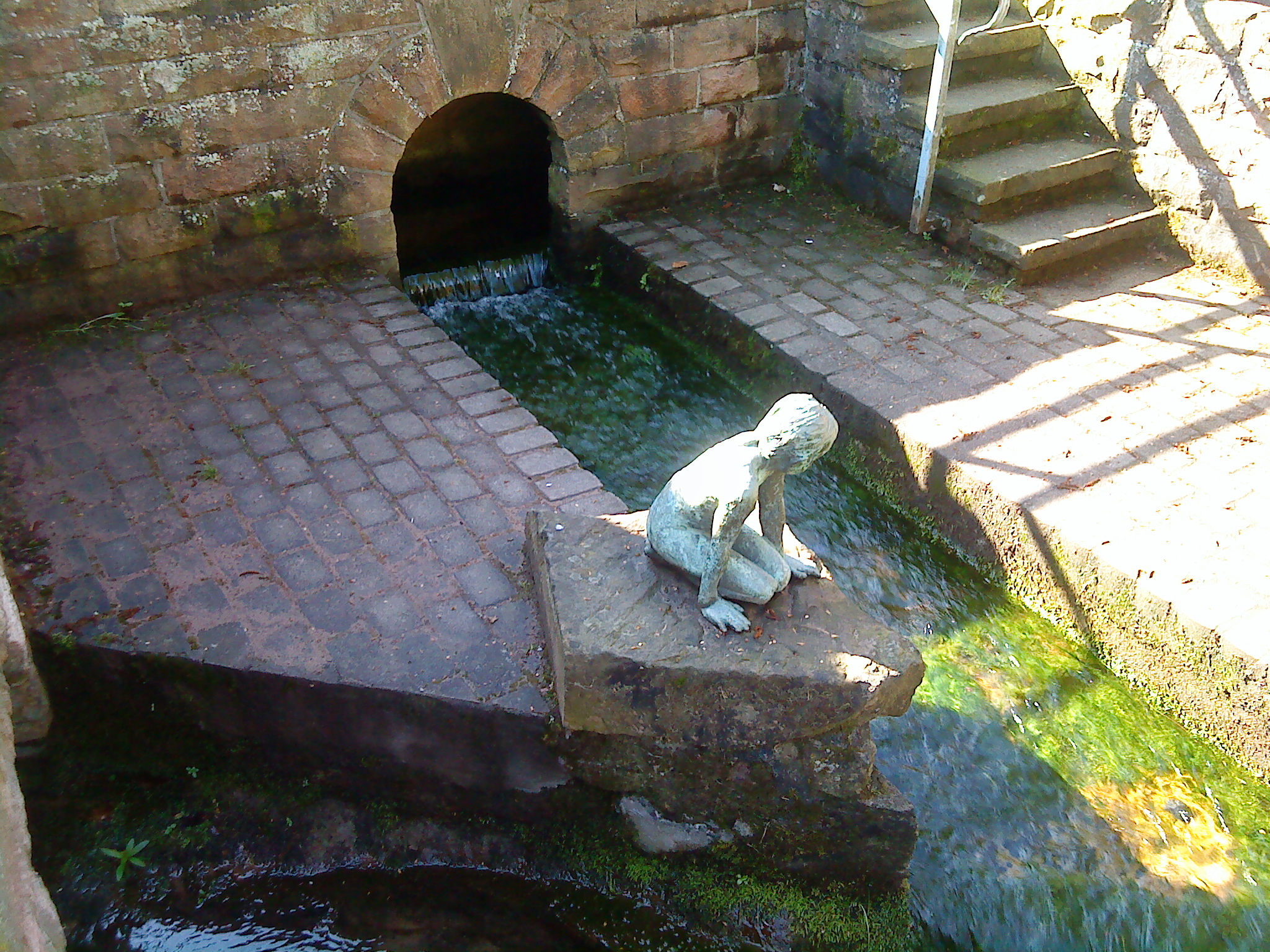
Die Lohrquelle

Der Lohrbach entspringt in Lohrhaupten (Gemeinde Flörsbachtal) aus mehreren stark schüttenden Quellen. Die oberste liegt an der Straße in der Lohr und trägt den offiziellen Namen Lohrquelle. Dieser Quellaustritt befindet sich in einer 1965 errichteten Buntsandsteinmauer. Zeitweise fließt ein meist trockenfallender Bach aus dem Wohnroder Tal in den Quellbereich ein. Direkt an der Quelle sitzt die Bronzefigur „Lohrchen“.
Weitere Quellen im Ort sind Lepgesborn, Krebsborn, Wüstenborn, Peddigesborn und Heinrichsquelle. Diese ergiebigen Quellen lassen den Lohrbach auf wenigen hundert Metern zu einem großen Bach anwachsen, der früher zahlreiche Mühlen in Lohrhaupten betrieb.

### Verlauf
Der Lohrbach verlässt Lohrhaupten in südwestliche Richtung und vereinigt sich in der Nähe der Ziegelhütte mit dem von Nordwesten kommenden Flörsbach zur Lohr.

Der Lohrbach von der Quelle bis zum Zusammenfluss
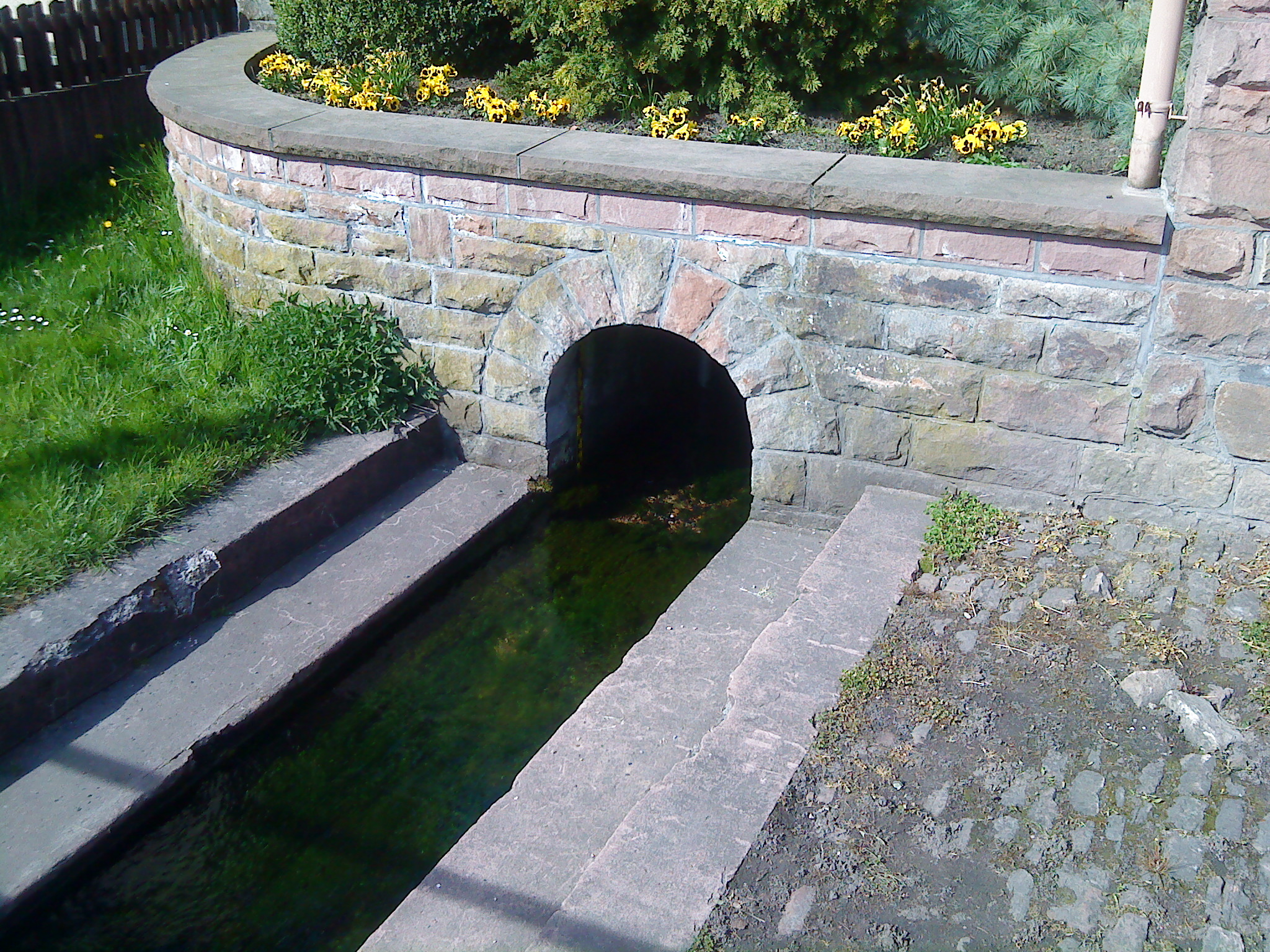
Die untere Lohrbachquelle in Lohrhaupten
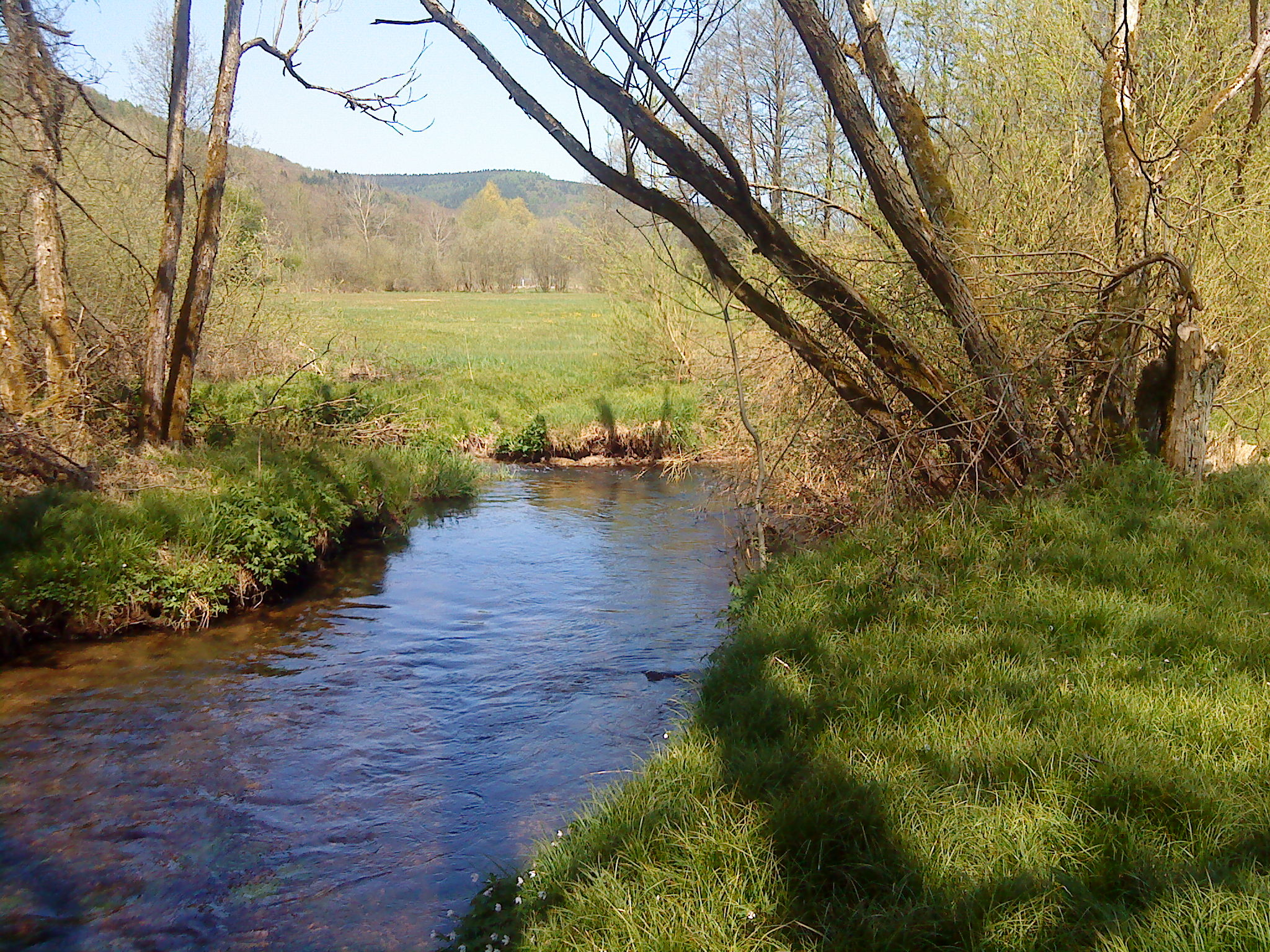
Zusammenfluss von Lohrbach (hinten rechts) und Flörsbach (hinten links) zur Lohr

### Zuflüsse
- Dünkelbach[3] (rechts)
- Steinbach[4] (rechts)

### Flusssystem Lohr
- Fließgewässer im Flusssystem Lohr